# Qoçbəyli
Pour les articles homonymes, voir Aygestan.
Qoçbəyli est un village d'Azerbaïdjan situé dans le raion de Khojavend. De 1993 à 2020, il était une communauté rurale de la région d'Hadrout, au Haut-Karabagh, sous le nom d'Aygestan (en arménien : Այգեստան). En 2005, la population s'élevait à 294 habitants.

## Histoire
À l'époque soviétique, Aygestan fait partie du district d'Hadrout au sein de l'oblast autonome du Haut-Karabagh.
Le village est capturé par les forces arméniennes pendant la première guerre du Haut-Karabakh et est administré dans le cadre de la région d'Hadrout, au sein du Haut-Karabagh de 1993 à 2020.
En novembre 2020, il est repris par l'Azerbaïdjan lors de la seconde guerre du Haut-Karabakh.